# マンションハウス (ロンドン)

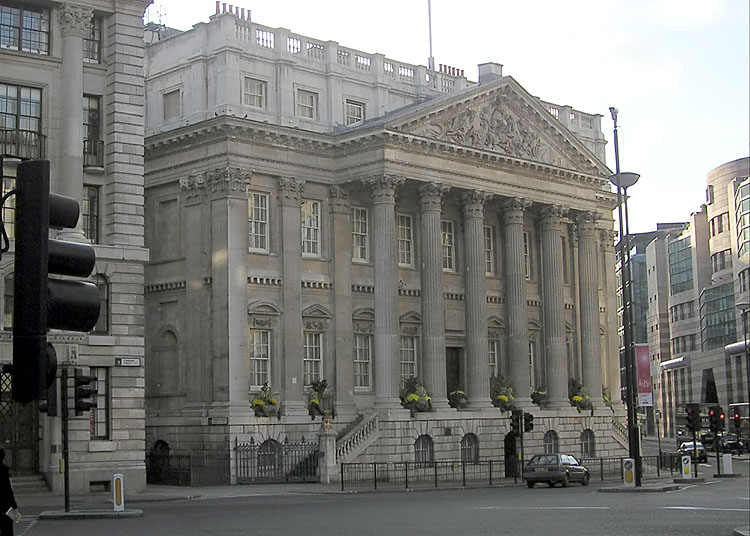
バンク交差点に近いマンションハウス・ストリートに面したマンションハウス

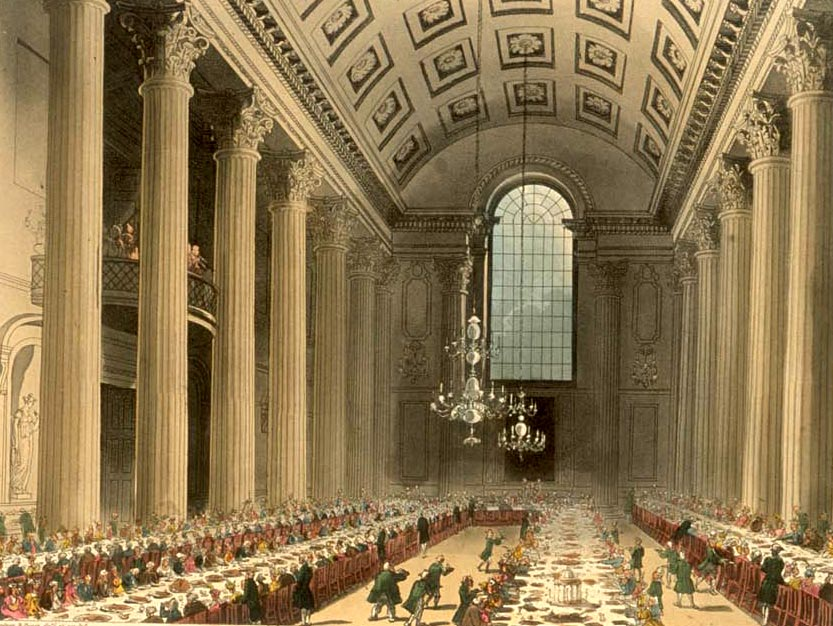
エジプシャン・ホール

マンションハウス (英: Mansion House) は、ロンドン市長 (Lord Mayor of London) の官邸である。シティ・オブ・ロンドンの公務のほか、市長が主催する毎年恒例の晩餐会や、財務大臣が習慣的にする（通例マンションハウス・スピーチと呼ばれる）イギリスの経済状況に関する演説等の公式行事に使用される。また、ギルドホールも重要な市の公務に使われる。

## 所在地
シティ・オブ・ロンドンのマンションハウス・ストリートに面した場所にある。なお、マンションハウスは通常は公開されていないが、毎週火曜日に市のガイドによるツアーが組まれており、見学することができる。
マンションハウスの正面にはマンションハウス・ストリートという短い通りがあり、ポールトリーとクイーン・ヴィクトリア・ストリートを繋いでいる。マンション・ハウスに近いことに由来してロンドン地下鉄にはマンション・ハウス駅があるが、実際にはバンク駅の方がより近い。

## 沿革
建物は1739年～1752年に建築家の老ジョージ・ダンス (George Dance the Elder、1695年-1768年)(英語版)によって考案され、当時流行的であったパラディオ様式建築として建てられた。